# Phare de Cabo de Gata
Le Phare de Cabo de Gata est un phare situé sur le Cabo de Gata à Níjar, dans la Province d'Almería en Andalousie (Espagne). Il se trouve dans le parc naturel de Cabo de Gata-Níjar et représente  le point le plus au sud-est de la péninsule Ibérique. Il est géré par l'autorité portuaire d'Almería.

## Histoire
Le phare date de 1863 et représente une construction relativement moderne dont les dépendances ont été réalisées au vingtième siècle. Le phare a été érigé sur les ruines du château de San Francisco de Paula (datant de 1737), une des nombreuses batteries de défense maritime existantes sur la côte de la province d'Almeria, qui a été détruite pendant la guerre d'indépendance, contre Napoléon. Il domine la mer du sommet d'une falaise de 50 mètres de haut. Son faisceau lumineux est visible jusqu'à 45 kilomètres et sa corne de brume alerte les navires les jours d'épais brouillards. Le phare a été construit pour signaler aux marins la présence de la Laja del Cabo, un dangereux récif situé à un mille nautique au large du phare et qui a provoqué de nombreux naufrages tout au long de l'histoire. L'une des épaves les plus connues des plongeurs est celle du navire tchèque Arna qui a coulé en 1928 sur le récif. Ce bateau qui transportait du minerai de fer est aujourd'hui devenu un refuge pour les poissons. Le phare a été restauré après les dommages occasionnés par une attaque aérienne pendant la Guerre civile espagnole en juillet 1937.
Identifiant : ARLHS : SPA-015 ; ES-22640 - Amirauté : E0106 - NGA : 4492 .
|              |
| Cabo de Gata |

|          |
| Le phare |

### Lien connexe
- Liste des phares en Espagne